# Choucador à ventre noir
Notopholia, Notopholia corusca
Genre
Espèce
Synonymes
- Lamprotornis corruscus (misspelling)[1]
- Lamprotornis coruscus Nordmann, 1835[1]
- Notopholia corrusca (misspelling)[1]
- Notopholia corusca (Nordmann, 1835)[1]

Statut de conservation UICN

 LC  : Préoccupation mineure
Le Choucador à ventre noir (Notopholia corusca), unique représentant du genre Notopholia, est une espèce d'oiseaux de la famille des Sturnidae.

## Systématique
L'espèce Notopholia corrusca a été décrite pour la première fois en 1835 par le zoologiste finlandais Alexander von Nordmann (1803-1866) sous le protonyme de Lamprotornis coruscus. À noter que les graphies incorrectes Notopholia corrusca et Lamprotornis corruscus sont parfois mentionnées, notamment par l’ITIS.
En 1922, le zoologiste sud-africain Austin Roberts (1883-1948) revoie la nomenclature des oiseaux sud-africains et crée le genre Notopholia pour y classer l'espèce Lamprotornis coruscus.

## Répartition
Son aire s'étend à travers les régions littorales et fluviales de l'Est de l'Afrique.

## Liste des sous-espèces
Selon BioLib (14 mai 2022) :
- sous-espèce Notopholia corusca corusca (Nordmann, 1835)
- sous-espèce Notopholia corusca vaughani (Bannerman, 1926)

## Publication originale
- Genre Notopholia :
  - (en) Austin Roberts, « Review of the nomenclature of South African birds », Annals of the Transvaal Museum, Pretoria, Inconnu, vol. 8, no 4,‎ 1er octobre 1922, p. 187-272 (ISSN 0041-1752 et 2226-9835, OCLC 1714046, lire en ligne).